# 飛行

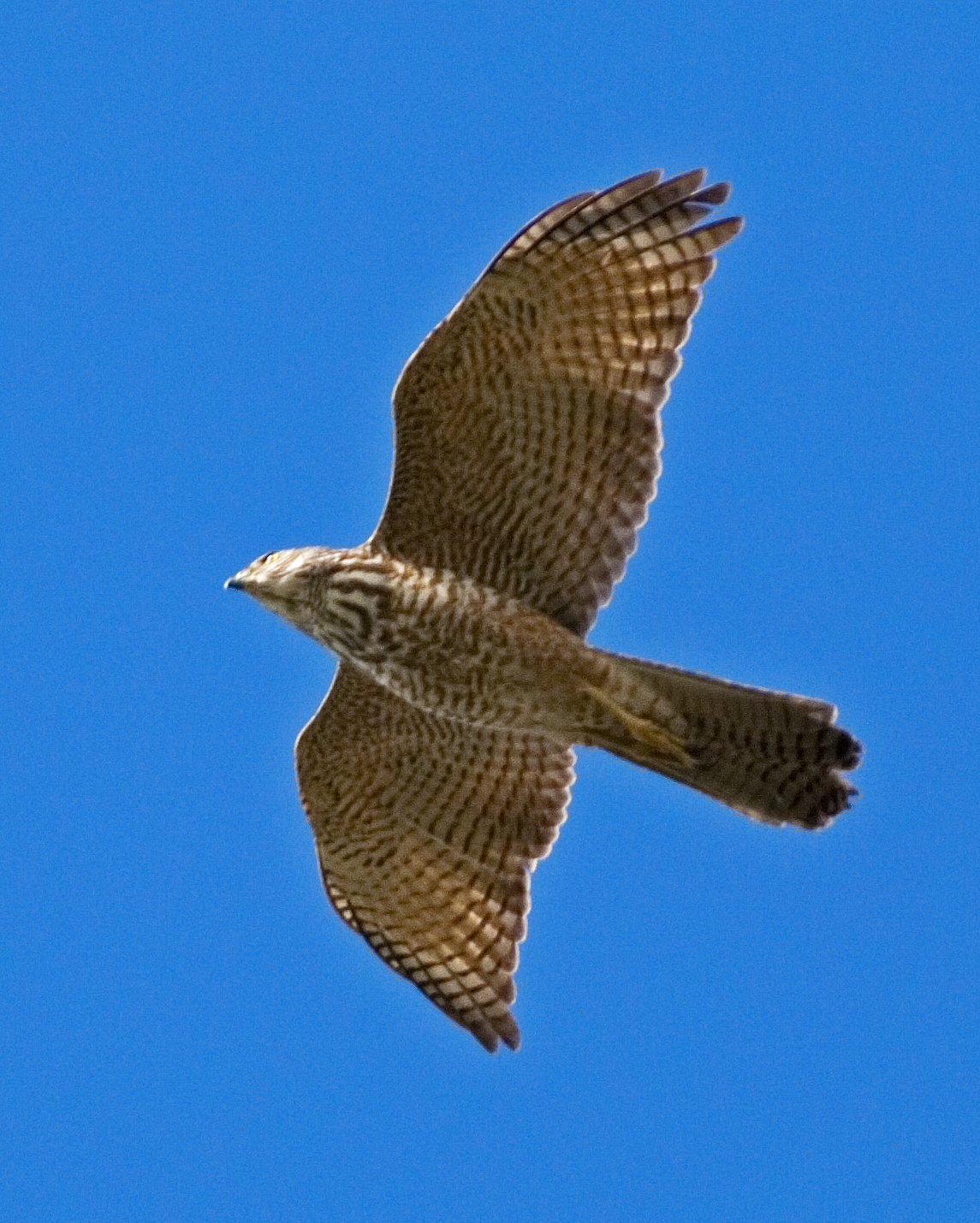
飛翔中的棕蒼鷹。

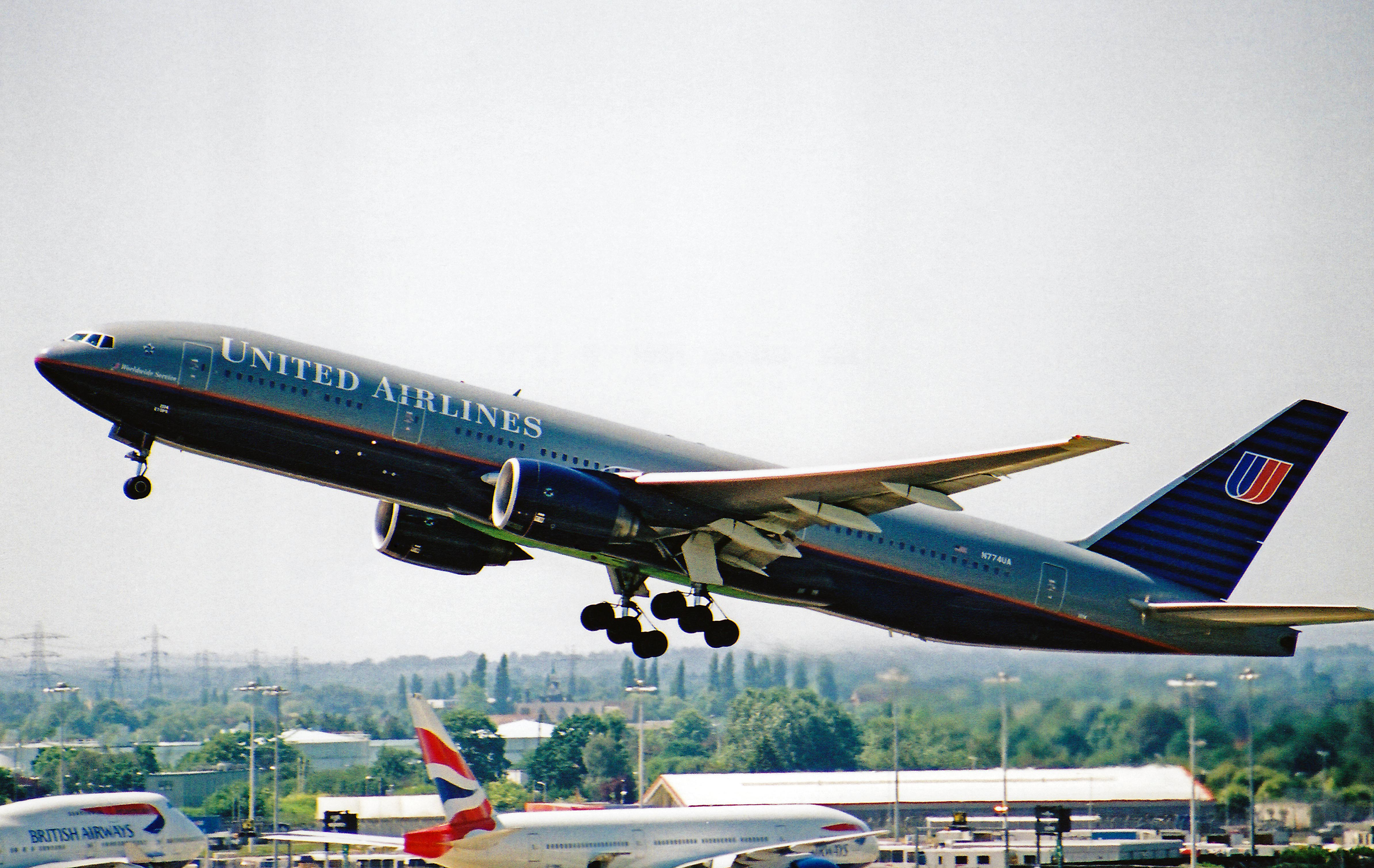
人工飞行示例：飞机。

飛、飛翔或飛行是物體的一種行進方式。方法有許多種，例如利用與空氣動力學原理產生升力（如飛機或鳥類）；也可以經由比空氣更輕的重量來達成目的（如熱氣球）；還有一種飛行方式並不在空氣當中，而是在太空裡，稱為太空飛行。在虛構作品中，也有人假想能利用魔法或超自然力量、超能力來飛。

## 鸟类的飞行
关于鸟类飞行的起源一直存在两种常见的观点：一种观点认为早期鸟类是从地面起飞的；一种观点认为它们是通过从树上或崖壁上落下来起飞的。也有人认为飞行的问题只是一个学习以特定角度拍动翅膀的问题。